# 英國樞密院
国王陛下最尊貴的樞密院（英語：His Majesty's Most Honourable Privy Council），通稱英國樞密院，是英國君主的諮詢機構。它在以往具有十分大的政治權力及影響力。樞密院擁有不同的委員會，當中行政權方面，權力轉移至英國內閣，主要由民選英國下議院組成的內閣擁有其絕大部份的政治權力；立法權方面，樞密院過去亦有重要的影響力，體現在非民選的英國上議院而制衡民選的英國下議院，隨著上議院的權力遭到削弱，大部分的立法權均由下議院行使；司法權方面，過去主要由樞密院司法委員會所行使，現在大部分的司法權已轉移至英國最高法院，但仍為英國海外領土和王室屬地的最高法院。當君主接受樞密院的建議行事時，一般會稱之為「英皇會同樞密院」或「女皇會同樞密院」。全體的樞密院成員則稱為「国王陛下最尊貴的樞密院全體大臣」（The Lords of His Majesty's Most Honourable Privy Council），有時又會寫成「......全體大臣及其他成員」（The Lords and others of...）的字樣。
掌管樞密院的首長是樞密院議長，擔任此職的人士除了是內閣成員外，也是位階第四高的內閣大臣。按照慣例，樞密院議長還會兼任上議院或下議院的領袖。文書是樞密院內另一重要職位，所有由樞密院發出的指令，都要由文書所簽署，方能生效。「樞密院顧問官」（Privy Counsellor）和「樞密院委員」（Privy Councillor）同樣指樞密院的成員，對於兩字的使用一直存在混淆和爭拗。但樞密院當局較偏向用前者作稱呼，因為他們的工作是提供意見，而非作為一委員會之成員。此外，新的樞密院顧問官在加入樞密院時，要向樞密院宣誓。樞密院辦公室設於倫敦西敏的卡爾頓花園；其司法委員會原於唐寧街辦公，內有大廳作開庭審案之用，但司法委員會已在2009年8月正式遷往聯合王國最高法院三號法庭繼續辦公。

## 歷史
早在諾曼王朝時代，便已有一王室機構向君主提供建議，該機構主要由權貴、教士和重要官員所組成。此機構原本分別就立法、行政和司法事務向君主提供意見。但到了後來，不少機關擁有相類似的權力：法院取得了司法權，而國會則得到了至高無上的立法權。然而，樞密院仍保留了相當的權力，包括在原訟法庭和上訴法庭聽取法律糾紛。此外，除了向國會諮詢外，君主經諮詢樞密院而設立的法例，也是被認為有效的。
強勢的英國君主往往會使用其他機關規避法院和國會。例如在15世紀樞密院某委員會（日後的星室法院），就有權在無須證據的情況下，判處犯人死刑以下的任何刑罰。而亨利八世在位期間，他甚至可以只透過諮詢樞密院而宣布法例生效，無須國會同意。國會要到亨利八世死後，才重新取得立法的控制權。由於皇家樞密院仍負起了相當的立法和司法責任，使它成為了一個十分重要的行政機構。
英國內戰後，查理一世被處決，原有的皇室和上議院被廢除。獲保留下來的國會下議院則成立了國務會議，負責執行法例和主導行政政策。國務會議共有41人，由下議院議員選出，並由實際上掌握大權的奧利弗·克倫威爾出任主席。可是到了1653年，克倫威爾成為了護國公，國務會議的成員人數被縮減至介於13人和21人之間，並繼續由下議院議員選出。在1657年，下議院對克倫威爾下放了更大的權力，除了恢復了以往部份皇室所享有的特權外，國務會議更改稱為護國公樞密院，該樞密院的成員全部由護國公選定，再由國會通過簡任。
在1659年，即王政復辟後不久，護國公樞密院被廢除。查理二世重新成立了皇家樞密院。可是他與前代斯圖亞特王朝的君主一樣，只向樞密院內的一小部份人徵求意見。後來喬治一世在任時，由於他不懂說英文，以致有更多的權力落入了樞密院，當中，樞密院的其中一個委員會，更掌握了向君主就重要機要提供意見的權力，那就是今日所知的內閣。

## 組成
君主有權任命所有樞密院顧問官，但實際選擇人選時，多會由政府提供意見。顧問官的人數沒有限制，現在人數大約維持在數百人左右。皇位法定繼承人以及英國國教會地位最高的三位人士，即坎特伯里大主教、約克大主教和倫敦主教，一般都會獲樞密院聘任。某一些高級法官，例如聯合王國最高法院法官、英格蘭及威爾斯上訴法院的法官、北愛爾蘭上訴法院（Court of Appeal in Northern Ireland）的法官和蘇格蘭高等民事法院的內庭法官都會被聘任為樞密院顧問官。
然而，以上的人士只佔少數，而大多數的樞密院顧問官都是政治人物。英國首相、英國內閣閣員、反對黨領袖、內閣秘書和英皇私人秘書在上任時必然獲任命樞密院顧問官。此外，在下議院內一些主流黨派的黨魁、一些在內閣以外供職的高級官員和部份資深的下議院議員都會被任命為顧問官。雖然樞密院基本上是一所英國機構，但來自英聯邦的官員也會獲任命。當中最明顯的例子要數新西蘭，當地的總理、資深政治家、首席法官和上訴法院法官也會按慣例成為顧問官。通常而言，凡以英國君主為元首的英聯邦國家總理，都會受命為樞密院顧問官。
樞密院顧問官上任時，必須認同以下的誓詞（誓詞一直是高度機密，到1998年才向外披露）：
You do swear by Almighty God to be a true and faithful Servant unto the King's Majesty, as one of His Majesty's Privy Council. You will not know or understand of any manner of thing to be attempted, done, or spoken against His Majesty's Person, Honour, Crown, or Dignity Royal, but you will let and withstand the same to the uttermost of your Power, and either cause it to be revealed to His Majesty Hisself, or to such of His Privy Council as shall advertise His Majesty of the same. You will, in all things to be moved, treated, and debated in Council, faithfully and truly declare your Mind and Opinion, according to your Heart and Conscience; and will keep secret all Matters committed and revealed unto you, or that shall be treated of secretly in Council. And if any of the said Treaties or Counsels shall touch any of the Counsellors, you will not reveal it unto him, but will keep the same until such time as, by the Consent of His Majesty, or of the Council, Publication shall be made thereof. You will to your uttermost bear Faith and Allegiance unto the King's Majesty; and will assist and defend all Jurisdictions, Pre-eminences, and Authorities, granted to His Majesty, and annexed to the Crown by Acts of Parliament, or otherwise, against all Foreign Princes, Persons, Prelates, States, or Potentates. And generally in all things you will do as a faithful and true Servant ought to do to His Majesty. So help you God.

（中譯：你謹向全能的上帝發誓，身當英皇陛下真心忠誠的僕人，在陛下的樞密院中效力。一切有損陛下本人及其榮譽、皇位、皇室尊嚴的言行和企圖，均無所涉，而且一旦得悉，必須盡己所能去阻止，並向陛下本人稟報，或經由陛下的樞密院向陛下稟報。你必須憑本心和良知，就樞密院中所動議、辦理、討論的所有事務，真心衷誠地表明你的想法和見解；在樞密院中獲悉的一切，或當在樞密院中機密辦理的事務，皆須保守秘密。如有任何議決和奏議關涉樞密院中成員，你得保密，不可向他人透露，直至陛下或樞密院准許公開。你要盡全力忠於陛下、擁戴陛下，在他國君主要員教士政權或首領之前，協助和維護上天賦予陛下、國會立法申明王位應有的全部裁決權、尊嚴和權威，或其他。總而言之，就一切事情，你都要盡陛下忠誠真心之僕的本分。願主助佑你恪守此誓。）
一旦君主駕崩，樞密院將在六個月後自動解散，所有成員的會籍亦會因此告終（現行規例是在安妮女王任內所立，在此以前，樞密院會在君主駕崩後立即解散）。但按慣例，繼位的君主通常會重新聘請他們，所以樞密院的會籍可以說是終身制的。君主有權將樞密院的成員逐出樞密院，而樞密院成員本身也可透過自動放棄會籍來避免被逐的下場。在20世紀裡，有3名顧問官自動從樞密院辭職，分別是強納森·艾特勤（1997年6月25日因涉嫌犯下偽證罪而自願辭職）、約翰·普羅富莫（1963年6月26日自願辭職）和約翰·史東豪斯（1976年8月17日自願辭職）。最近一位自願退出樞密院的成員為克里斯·休恩，他於2013年2月4日因妨礙司法公正而辭職。最近一位被趕出樞密院的成員為艾略特·莫利。他於2011年6月8日因作假帳而被逐離樞密院。在莫利之前，上一位被逐離樞密院的是第一代從男爵埃德加·施派爾爵士。他因為在第一次世界大戰期間參與親德活動，結果在1921年12月13日被逐離樞密院。

## 會議

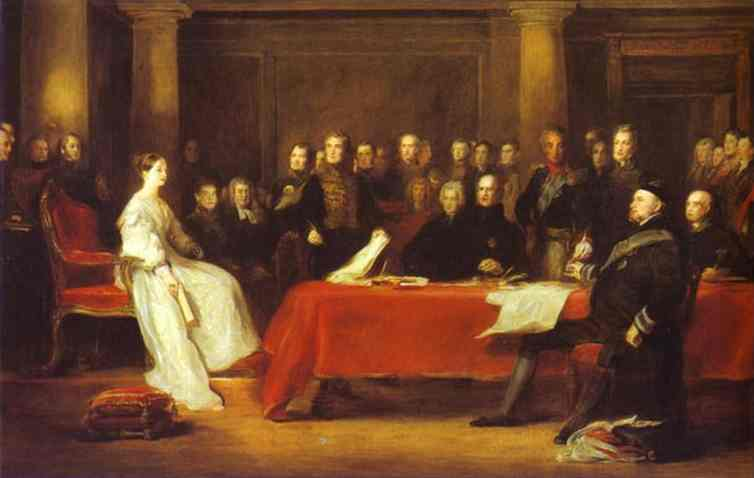
维多利亚女王在1837年登基首日，主持樞密院會議的情景。

不論君主是否在國內，樞密院通常會每月舉行一次會議。君主通常都會主持會議，但有時會由兩名或以上的國務顧問所代理職務。根據1937年的《攝政法案》，國務顧問建議由君主的配偶，或皇位繼承排名名單上，排名最前的四人（皇儲必須為18歲或以上，而其餘人等必須大於21歲）出任。
通常而言，君主樂於站著主持樞密院的會議，這樣好使與會者都不能坐下，使會議變得簡短。在會議中，樞密院議長會讀出一系列等候通過的法令，而君主只需說「同意」便可。理論上，君主是可以說「拒絕」的，但是在安妮女王任內以後，一直也沒有發生這樣的情況。此外，每次的會議只有十分少顧問官出席，而且只會在獲邀請的情況下才要出席（由政府邀請）。
樞密院會議只會在君主宣佈大婚，或君主駕崩的情況下，才要求全體成員出席。在後者的情況中，樞密院會聯同上議院的靈職議員、俗職議員（Lords Temporal）、倫敦市市長、倫敦市市府參事（Aldermen）和英聯邦代表，發表公告，宣佈繼任君主登基。樞密院會在特別召開的會議中宣告繼任君主登基，並見證君主宣讀法定誓詞，而這會議則稱為登基會議（Accession Council）。

## 職能
英國君主會在樞密院的建議下，發出樞密令（Order-in-Council），以發揮其行政權力。樞密令一般由政府，而非君主所撰寫，它的作用主要是制定簡單的政府規例和作政府任命。此外。樞密令也會向皇家屬地立法機關通過的法律給予御准。
除樞密令外，也有一種樞密院令（Orders of Council）。前者由君主在樞密院的建議下發出，後者則由樞密院的成員制訂，而且不須君主的干預。樞密院令根據《國會法案》的特殊權力所簽發，主要為公眾機構制訂規章。另外，君主會在樞密院的建議下發出皇家特許狀。特許狀可為公司賦予特別地位，也可為市鎮賦予自治城市或自治市鎮的地位。因此，樞密院的管轄的事務可謂林林總總，例如鑄幣、大學地位、規管墓地、制定銀行假期和任命政府官員等等。
英國君主會同樞密院（Crown-in-Council）也會負起一定的司法職能。在英國國內，君主會同樞密院會受理來自教會法庭、五港同盟海軍法庭、捕獲法庭以及皇家獸醫學院紀律委員會的上訴。至於牽涉到教會專員的計劃和一部份《國會法案》（如《1975年下議院喪失資格法案》）的案件上訴，也會受理。君主會同樞密院也會受理部份來自英國以外的上訴案件，地區包括其海外領地、皇家屬地、英屬基地區和數個英聯邦成員國。以上的上訴案件在名義上，雖然由君主會同樞密院時審理，但實際上則由司法委員會所負責，而司法委員會的成員均由身兼樞密院顧問官的法官所組成。司法委員會對涉及《1998年蘇格蘭法案》、《1998年威爾斯政府法案》和《1998年北愛爾蘭法案》的案件，原本均可直接行使其司法裁判權，惟有關權力已於2009年移交至聯合王國最高法院。

## 成員權利
樞密院本身冠上了「最尊敬的」（The Most Honourable）頭銜，而每位樞密院顧問官則可以在姓名後加上「閣下」（英文則在姓名前冠上「The Right Honourable」）頭銜。本身是貴族的顧問官可以再在姓名後綴上「PC」字樣，以資識別，這是因為男爵、子爵和伯爵本身已享有「閣下」頭銜的使用權，而侯爵和公爵即使不是顧問官，卻已有更高規格的頭銜。對庶民而言，加上「閣下」頭銜已可充分識別出其樞密院顧問官的身份。
樞密院顧問官在英格蘭及威爾斯排名名單中擁有排名。而在每屆國會開幕時，身兼顧問官的下議院議員可以繼議長和下院之父後作效忠宣誓，然後才到其他議員。在以往的下議院，如果身兼顧問官的下議院議員和一般的下議院議員同時要求發言，議長會先讓前者發言，但這個不成文的法則已在1998年取消。
樞密院顧問官有權在上議院進行辯論時，坐在上議院大廳皇座前的台階。在1999年以前的所有世襲貴族、英國國教會教區主教、曾任上議院議員的退休主教、西敏寺的司祭長、愛爾蘭貴族、上議院議員的長子、駐大法官署皇室執行秘書（Clerk of the Crown in Chancery）和黑杖傳令官（Gentleman Usher of the Black Rod）均享有這特權。每位樞密院顧問官與貴族一樣，都有權私下面見君主。在下議院，則只有部份議員享有這種權力。然而樞密院顧問官覲見君主時，議題只限於向君主就公眾事務提供意見。

## 相關機構
樞密院是英國君主的四大主要機構之一，而另外三者分別是法院、平民院（commune concilium，即國會）和大會議（magnum concilium，又名大議會或王國全體貴族集會），以上機構至今仍然存在，但是大會議上一次召開已經是1640年的事。
英國在歷史上曾經有不同的樞密院，向君主提供諮詢服務。英格蘭和蘇格蘭曾經有各自的樞密院，但在《1707年聯合法案》通過後，兩地聯合為大不列顛王國，樞密院亦因而合二為一。愛爾蘭雖然在《1800年聯合法案》通過後加入王國，但仍一直保留了愛爾蘭樞密院，直至1922年為止。當南愛爾蘭在1922年脫離聯合王國後，原有的愛爾蘭樞密院由北愛爾蘭樞密院所取代，但北愛爾蘭議會在1972年終止運作後，該樞密院便一直處於停頓狀態，截至2011年，只有約五位北愛爾蘭樞密院顧問官在世。
加拿大擁有自己的樞密院，它成立於1867年，名為国王的加拿大樞密院（須注意的是，加拿大樞密院是「為加拿大而設」，上一段所提到的樞密院「並非為聯合王國而設」）。至於在英聯邦王國和部份英聯邦成員國，或前殖民地如香港，同等級的機構稱為行政局或行政會議。

## 注腳
1. 1 2  . Privy Council Office.   [2012-01-13]. （原始内容存档于2012-04-05）.
2. ↑  Dicey, pp. 6–7.
3. ↑  Dicey, p. 24.
4. ↑  Dicey, pp. 12–14.
5. 1 2  Gay, p. 2.
6. ↑  Maitland, pp. 262–3.
7. ↑  Maitland, p. 253.
8. ↑  Goodnow, p123
9. 1 2  Plant, D. . British Civil Wars, Commonwealth and Protectorate, 1638–60. 2007  [2008-09-11]. （原始内容存档于2008-09-26）.
10. ↑  Warshaw, p. 7.
11. ↑  Gay and Rees, pp. 2–3.
12. ↑  Blackstone, I. 174.
13. 1 2 3 4 5 6 7  Gay, p. 3.
14. ↑  . Privy Council Office.   [2012-01-13]. （原始内容存档于2011-12-21）.
15. ↑  . Diocese of London.   [2008-08-15]. （原始内容存档于2008-05-09）.
16. ↑  Peel, Michael; Croft, Jabe. . Financial Times. 2009-09-20  [2013-04-10]. （原始内容存档于2011-02-19）.
17. ↑  . Forms of address. Ministry of Justice. 2008  [2008-08-15]. （原始内容存档于2010-02-05）.
18. ↑  . Forms of address. Ministry of Justice. 2008  [2008-08-15]. （原始内容存档于2010-03-28）.
19. ↑  . Forms of address. Ministry of Justice. 2008  [2008-08-15]. （原始内容存档于2010-03-28）.
20. ↑  . BBC. 2000-07-24  [2008-09-12]. （原始内容存档于2007-08-30）.
21. 1 2  . New Zealand Honours. Department of the Prime Minister and Cabinet.   [2008-08-03]. （原始内容存档于2008-07-03）.
22. ↑  Hattersley, Roy. . The Guardian (Guardian News and Media). 2000-12-14  [2010-04-24]. （原始内容存档于2012-05-07）.
23. ↑  . Hansard. London: Parliament of the United Kingdom. 1998-07-28  [2010-08-31]. （原始内容存档于2010-10-15）.
24. ↑  Blackstone, I. 176.
25. ↑  H. Cox, p. 389.
26. 1 2  Rayment, Leigh. . 2008-09-10  [2008-09-17]. （原始内容存档于2008-06-07）. Jonathan William Patrick Aitken (resigned 25 June 1997)
27. ↑  . London Gazette. 1997-07-26: 4381.
28. ↑  . London Gazette. 1963-06-28: 5533.
29. 1 2  . London Gazette. 1976-08-19: 11347.
30. ↑  . BBC. 2013-02-04  [2018-01-05]. （原始内容存档于2018-01-30）.
31. ↑  . The Independent. 2011-06-09  [2018-01-04]. （原始内容存档于2017-10-10）.
32. ↑  . London Gazette. 2011-06-14.
33. ↑  Rayment, Leigh. . 2008-04-01  [2008-09-17]. （原始内容存档于2008-09-26）. Sir Edgar Speyer (struck off 13 Dec 1921)
34. ↑  . London Gazette. 1921-12-12: 10123.
35. 1 2  . Monarchy Today. Royal Household.   [2008-08-03]. （原始内容存档于2008-06-24）.
36. 1 2  Gay and Rees, p. 4.
37. 1 2  . Monarchy Today. Royal Household.   [2008-08-03]. （原始内容存档于2008-09-19）.
38. ↑  . London Gazette. 1980-04-29: 6361.
39. ↑  Brazier, p. 199.
40. ↑  The Times, 7 February 1952, p. 6; The Times, 8 February 1952, p. 6.
41. 1 2  House of Commons Information Office.  (PDF). May 2008  [2008-08-03]. ISSN 0144-4689. Fact Sheet No.L7 Ed 3.9. （原始内容 (PDF)存档于2009-03-25）.
42. ↑  . Privy Council Office.   [2012-01-13]. （原始内容存档于2012-04-05）.
43. ↑  Gay and Rees, p. 5.
44. ↑  H. Cox, p. 393.
45. 1 2  . Judicial Committee of the Privy Council.   [2012-01-13]. （原始内容存档于2011-12-15）.
46. ↑  N. Cox, Abolition or Retention of the Privy Council, Sect. 2.
47. 1 2  Gay and Rees, p. 6.
48. ↑  Blackstone, I. 318.
49. ↑  Walker, A; Wood, E.  (PDF). Research Paper 00/17. House of Commons Library. 2000-02-14  [2008-09-08]. （原始内容 (PDF)存档于2009-03-25）.
50. ↑  . BBC. 1998-05-19  [2008-08-29]. （原始内容存档于2004-07-06）.
51. ↑  . Modernisation of the House of Commons Select Committee. 1998-03-04  [2008-09-08]. （原始内容存档于2009-03-05）.
52. ↑  Hayter, Sect. 1.37.
53. 1 2  N. Cox, Peerage Privileges, pp. 25–6.
54. ↑  Blackstone, I. Chapter 5.
55. ↑  Rayment, Leigh. . 2008-05-30  [2008-09-08]. （原始内容存档于2008-09-26）.
56. ↑  . Privy Council Office. 2008-02-13  [2008-08-03]. （原始内容存档于2009-03-05）.
57. ↑   (PDF). Australian Government, Department of the Prime Minister and Cabinet. June 2005  [2008-09-09]. （原始内容 (PDF)存档于2014-02-11）.
58. ↑  . New Zealand Government, Department of the Prime Minister and Cabinet.   [2008-09-09]. （原始内容存档于2008-07-03）.

## 外部連結
- 樞密院官方網站 （页面存档备份，存于）
- 樞密院司法委員會網站